# Leucandra solida
Leucandra solida är en svampdjursart som beskrevs av Hozawa 1929. Leucandra solida ingår i släktet Leucandra och familjen Grantiidae.
Artens utbredningsområde är havet kring Japan. Inga underarter finns listade i Catalogue of Life.